# See You Again (singel Wiza Khalify)

Charlie Puth i Wiz Khalifa – wykonawcy piosenki

See You Again – singel amerykańskiego rapera Wiza Khalify, z udziałem piosenkarza Charliego Putha. Znalazł się on w ścieżce dźwiękowej Furious 7: Original Motion Picture Soundtrack, filmu Szybcy i wściekli 7 z 2015 roku, w hołdzie dla aktora Paula Walkera, który zginął w wypadku samochodowym w 2013. Utwór opowiada o dzieciństwie aktora oraz jego przyjaźni z Vinem Dieselem.
Piosenka stała się największym hitem zarówno Wiza Khalify, jak i Charliego Putha. Była przez długi okres nieprzerwanie liderem listy przebojów, m.in. the US Billboard Hot 100 czy the UK Singles Chart, a także numerem jeden w Australii, Kanadzie, Nowej Zelandii czy Austrii. W serwisie YouTube ma obecnie kilka miliardów wyświetleń i jest jednym z najchętniej oglądanych teledysków. W 2021 stał się czwartym, który przekroczył 5 mld wyświetleń.
Utwór został w wielu krajach kilkukrotnie odznaczony diamentowym, platynowym lub złotym certyfikatem, a ponadto otrzymał dwie nominacje na 58. dorocznej ceremonii rozdania nagród Grammy: Piosenka roku oraz Najlepszy występ grupy popowej. Został również umieszczony na liście Piosenka roku dla BBC Music Awards i był nominowany do nagrody Najlepszej piosenki oryginalnej na 73. ceremonii Złotych Globów. „See You Again” był najlepiej sprzedającym się utworem roku 2015 na całym świecie, z łączną sprzedażą na poziomie 20,9 miliona sztuk według IFPI.

## Tworzenie
Utwór został napisany przez DJ Franka E., Charliego Putha, Wiza Khalifę i Andrew Cedara. Za produkcję odpowiadali DJ Frank E, Charlie Puth i Andrew Cedar. Puth został poproszony przez Wiza Khalifę o skomponowanie takiej melodii, która odda hołd Paulowi Walkerowi. Przyznał, że utwór napisał w 10 minut.
Charlie pisząc utwór inspirował się swoją przyjaciółką, Vail Cerullo, która zginęła w wypadku motocyklowym w 2012 roku. Wraz z DJ Frankiem był przekonany, że jest to jedna z piosenek, o której po wysłaniu do wytwórni już nigdy nie usłyszy. Ich praca została jednak dobrze przyjęte przez twórców i wybrana do ścieżki dźwiękowej filmu. Twórcy zlecili, aby piosenka zawierała rapowane zwrotki Khalify, oparte na temacie rodziny, w połączeniu z wokalem Putha i akompaniamentem fortepianu. Puth ujawnił, że początkowo utwór skomponował specjalnie pod wokal Sama Smitha, nie zakładając w ogóle swojego wykonania.

## Nagrody i nominacje
| Rok  | Nagroda                         | Kategoria                                       | Wynik     |
| ---- | ------------------------------- | ----------------------------------------------- | --------- |
| 2015 | American Music Awards           | Najlepsza piosenka                              | Nominacja |
| 2015 | American Music Awards           | Najlepsza współpraca                            | Nominacja |
| 2015 | Hollywood Music in Media Awards | Najlepsza piosenka filmu fabularnego            | Wygrana   |
| 2015 | MTV Video Music Awards          | Najlepszy teledysk Hip-Hop                      | Nominacja |
| 2015 | MTV Video Music Awards          | Najlepsza współpraca                            | Nominacja |
| 2015 | Teen Choice Awards              | Najlepsza piosenka R&B/Hip-Hop                  | Wygrana   |
| 2015 | Teen Choice Awards              | Najlepsza współpraca                            | Nominacja |
| 2015 | Teen Choice Awards              | Najlepsza piosenka filmu lub serialu            | Wygrana   |
| 2015 | Hollywood Film Awards           | Nagroda za piosenkę hollywoodzką                | Wygrana   |
| 2015 | BBC Music Awards                | Najlepsza piosenka                              | Nominacja |
| 2016 | Nagroda Grammy                  | Najlepsza piosenka roku                         | Nominacja |
| 2016 | Nagroda Grammy                  | Najlepsze wykonanie pop’u w kategorii solo/duet | Nominacja |
| 2016 | Nagroda Grammy                  | Najlepsza piosenka dla Usual Media              | Nominacja |
| 2016 | Critics Choice Awards           | Najlepsza piosenka                              | Wygrana   |
| 2016 | Złoty Glob                      | Najlepsza piosenka oryginalna                   | Nominacja |
| 2016 | Nickelodeon Kids’ Choice Awards | Ulubiona współpraca                             | Wygrana   |
| 2016 | Black Steel Awards              | Najlepsza piosenka oryginalna lub adaptowana    | Nominacja |
| 2016 | iHeartRadio Music Awards        | Najlepszy tekst                                 | Nominacja |
| 2016 | iHeartRadio Music Awards        | Najlepsza współpraca                            | Nominacja |
| 2016 | iHeartRadio Music Awards        | Najlepsza piosenka z filmu                      | Nominacja |
| 2016 | ASCAP Pop Music Awards          | Najczęściej wykonywana piosenka                 | Wygrana   |
| 2016 | Nagroda Satelita                | Najlepsza piosenka                              | Nominacja |

## Certyfikaty i sprzedaż
| Kraj                      | Certyfikat          | Sprzedaż    |
| ------------------------- | ------------------- | ----------- |
| Australia (ARIA)          | 7 platynowa płyta   | 490 000+    |
| Austria (IFPI Austria)    | 2x platynowa płyta  | 60 000+     |
| Belgia (BEA)              | 2x platynowa płyta  | 60 000+     |
| Dania (IFPI Danmark)      | 3x platynowa płyta  | 180 000+    |
| Francja (SNEP)            | złota płyta         | 75 000+     |
| Hiszpania (Promusicae)    | 2x platynowa płyta  | 80 000+     |
| Holandia (NVPI)           | platynowa płyta     | 30 000+     |
| Kanada (MC)               | diamentowa płyta    | 800 000+    |
| Meksyk (AMPROFON)         | platynowa płyta     | 60 000+     |
| Niemcy (BVMI)             | diamentowa płyta    | 1 000 000+  |
| Norwegia (IFPI Norge)     | 5x platynowa płyta  | 200 000+    |
| Nowa Zelandia (RMNZ)      | 3x platynowa płyta  | 45 000+     |
| Polska (ZPAV)             | 4x platynowa płyta  | 200 000+    |
| Portugalia (AFP)          | platynowa płyta     | 20 000+     |
| Stany Zjednoczone (RIAA)  | 11x platynowa płyta | 11 000 000+ |
| Szwajcaria (IFPI Schweiz) | 2x platynowa płyta  | 60 000+     |
| Szwecja (GLF)             | 3x platynowa płyta  | 120 000+    |
| Wielka Brytania (BPI)     | 4x platynowa płyta  | 2 400 000+  |
| Włochy (FIMI)             | 5x platynowa płyta  | 250 000+    |